# Lille Blåkilde
Lille Blåkilde er en kilde, som udspringer ved Buderupholm i Gravlev Ådal. Den er den mest vandrige kilde i området. Fra sprækker i den højtliggende kalk i undergrunden strømmer der 90 liter vand ud i sekundet. Den bæk, der dannes, udmunder efter et ganske kort løb i Lindenborg Å. Året rundt ligger vandets temperatur på 7-8 °C.